# Amy Cissé
Amy Cissé (Brignoles, 28 agosto 1969) è un'ex cestista francese.

## Carriera
Con la Francia ha disputato i Campionati europei del 1993 e i Campionati mondiali del 1994.